# Nyctophilus sherrini
Nyctophilus sherrini is een zoogdier uit de familie van de gladneuzen (Vespertilionidae). De wetenschappelijke naam van de soort werd voor het eerst geldig gepubliceerd door Thomas in 1915.

## Voorkomen
De soort komt voor in Tasmanië.